# 탈공업 사회
탈공업화란 2차 산업 비중이 감소하고 3차 산업 비중이 증가하는 현상이다. 탈공업화는 정보 통신 발달과 첨단 기술 산업의 확산, 다양하고 전문화된 서비스에 대한 요구, 기업의 성장 전략과 노동의 신국제 분업에 의한 공업의 해외 이전 등의 이유로 빠르게 진행되었다. 이시기에는 금융·컴퓨터·정보·지식 집약형 서비스 산업이 성장하고, 전문직·연구직·관리직 등에 종사하는 사람의 비율도 높아지고 있다.

## 탈공업화와 도시의 변화
도시 지역은 과거 소품종 대량생산을 추구하였던 규모가 큰 공장이 지방이나 해외로 이전하면서 제조업 비중이 감소하고 있다. 전통적인 제조업 분야가 쇠퇴하는 반면 첨단 기술의 발달과 더불어 등장한 전문화된 소규모의 벤처기업은 도시 내에 집적하였다. 다품종 소량 생산의 방법으로 이들 기업은 상호 협력과 경쟁을 통하여 지역의 혁신성과 생산성을 높이는 경우가 흔하게 나타났다, 생산자 서비스 산업은 고도화되고 전문화된 서비스에대한 수요로 성장하였는데, 접근성이 좋은 도심과 부도심에 주로 입지하게 된다. 서울의 강남,구로 등의 벤처 단지와 대전 대덕 연구 단지 등이 대표적인 사례 지역이다.

## 탈공업화와 농촌의 변화
농촌의 농업 인구 비중이 급속히 줄어들고 있고, 남아 있는 농업 인구도 농업 이외의 활동에 참여하는 비율이 늘어나고 있다. 농산물과 특산물등을 가공하여 전자 상거래 등을 통해 소비자와 직접 유통을 실행하는 경우가 늘고 있으며,관광 민박·체험 관광 등에 종사하는 농촌 인구도 증가하고 있다. 이 과정에서 농촌의 산림, 깨끗한 물과 공기, 문화 유적, 경관의 아름다움 등이 새롭게 평가받고 있다. 농촌이 환경·문화·경제적으로 가치 있는 공간으로 변화하고 있는 것이다.

## 같이 보기
- 후기 근대성
- 후기자본주의
- 산업사회
- 정보화 사회
- 정보 혁명
- 지식경제
- 탈마르크스주의
- 사회문화적 진화
- 기술적 실업
- 퓨쳐 쇼크
- 앨빈 토플러
- 알랭 투렌